# Pașoptiști
Prin termenul de pașoptiști sunt descriși participanții  la revoluția din 1848 din țările române. Prin extensie, termenul se aplică și purtătorilor ideologiei revoluționarilor de la 1848.